# Corpuscularia lehmannii
Corpuscularia lehmannii ist eine Pflanzenart der Gattung Corpuscularia aus der Familie der Mittagsblumengewächse (Aizoaceae). Das Artepitheton lehmannii ehrt den deutschen Professor für Botanik in Hamburg Johann Georg Christian Lehmann.

## Beschreibung
Corpuscularia lehmannii wächst kissenförmig, besitzt eine Pfahlwurzel und bildet an niederliegenden Trieben zusätzlich einige Adventivwurzeln aus. Die zweikantigen Internodien sind länger als die dreieckigen, glauken Laubblätter. Ihr Kiel ist anfangs schief, die Blattspitze ist gerundet. An Langtrieben sind die Laubblätter in der Regel 20 bis 25 Millimeter lang und 8 bis 10 Millimeter breit und stehen entfernt voneinander. An Kurztrieben sind sie fast halbkugelförmig und nahezu ziegelartig angeordnet. Sie sind 12 bis 16 Millimeter lang sowie 6 bis 8 Millimeter breit und dick.
Die weißen bis strohfarbenen Kronblätter der Blüten werden zur Mitte hin länger. Die Kapselfrüchte sind an ihrer breit trichterförmigen Basis von Brakteolen umhüllt. Sie enthalten 0,9 bis 1 Millimeter lange und 0,6 bis 0,75 Millimeter breite Samen.

## Systematik und Verbreitung
Corpuscularia lehmannii ist in der südafrikanischen Provinz Ostkap bei Port Elizabeth verbreitet. Sie wächst in Karooider Vegetation und in Felsspalten.
Die Erstbeschreibung der Art als Mesembryanthemum lehmannii durch Christian Friedrich Ecklon und Carl Ludwig Philipp Zeyher wurde 1837 veröffentlicht. Gustav Schwantes stellte die Art 1926 in die Gattung Corpuscularia.
Nomenklatorische Synonyme sind Delosperma lehmannii (Eckl. & Zeyh.) Graessn. (1934, nomen nudum) und Schonlandia lehmannii (Eckl. & Zeyh.) L.Bolus (1927). In die Art als Synonym einbezogen wurden Delosperma algoensis L.Bolus (1929) und Mesembryanthemum sexpartitum N.E.Br. (1908).

## Nachweise